# Brian Curvis

Brian Curvis (14 de agosto de 1937, Swansea, País de Gales - 9 de janeiro de 2012, Middlesbrough, Inglaterra), foi um desportista pugilista galês. 

## Biografia
Lutou na categoria meio-médio de 1959 a 1966. Torna-se campeão dos médios em 1960, se aposentou como campeão invicto e é o único meio-médio a ter conquistado dois Lonsdale Belts (o mais antigo cinturão de campeão no boxe profissional britânico). As quatro derrotas em sua carreira profissional foram todas para pugilistas estrangeiros; ele nunca foi espancado por um boxeador britânico.
Sua primeira luta profissional ocorreu em 2 de junho de 1959 no Empire Pool, em Wembley, vencendo por K.O. (nocaute) técnico contra Harry Haydock. Depois de vencer suas primeiras 13 lutas como profissional, Curvis venceu o título dos Meio-Médios da Commonwealth contra o australiano George Barnes, no Vetch Field, em Swansea, em maio de 1960. Obteve o Título Britânico dos Meio-Médios seis meses depois, ao derrotar Wally Swift em Nottingham.
Em 1964 Curvis lutou pelos títulos do Conselho Mundial de Boxe (WBC) e Associação Mundial de Boxe (WBA) , mas perdeu a decisão para o campeão Emile Griffith, no Empire Pool de Londres. Sobre essa luta, tempos depois, em 1989, Curvis afirmaria que "Eu não vejo a luta Griffith como um fracasso. Para mim, foi um triunfo.", já que ele perdeu por pontos após 15 rouds.
O irmão mais velho de Curvis, Cliff, que morreu em 2009 , também foi um campeão dos meio- médios britânico e da Commonwealth.